# The Fountains of Bellagio

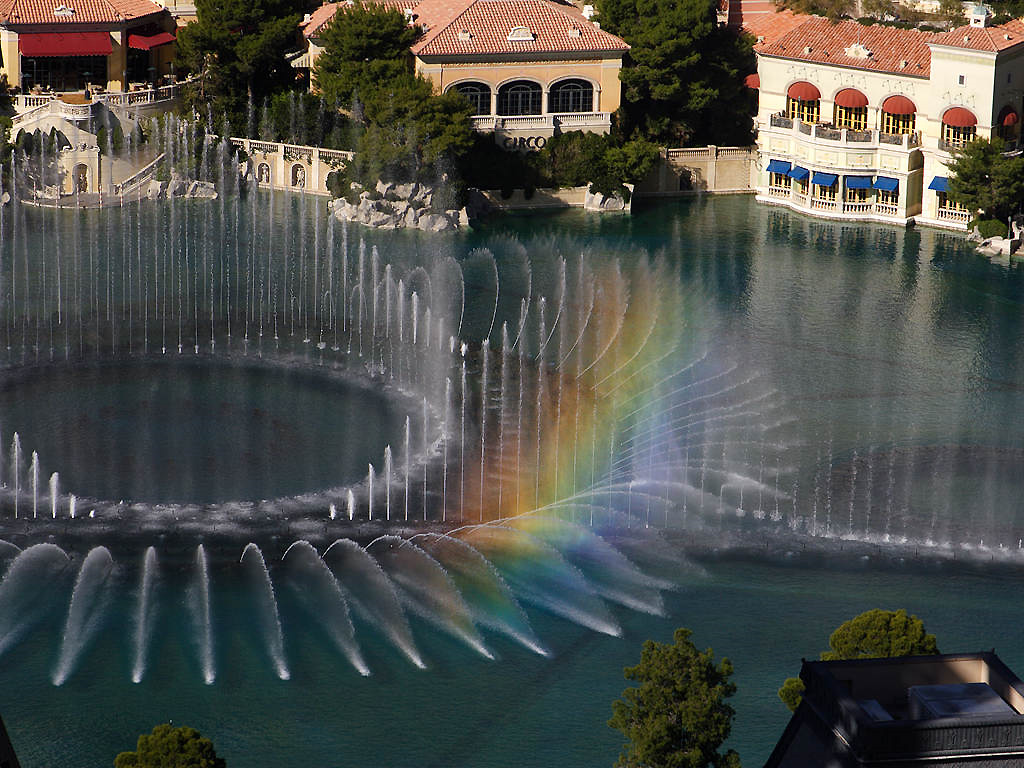
De fonteinen in 2005

De Fountains of Bellagio is een water-kunstwerk in een bassin voor hotel Bellagio in Las Vegas, Nevada, Verenigde Staten. Het kunstwerk is ontworpen door WET Design voor een totaal bedrag van veertig miljoen dollar. In het kunstwerk spuiten verschillende water-ornamenten gelijk met de muziek en vormen zo een show.

## Technieken
De fonteinen bevinden zich in een 3,2 hectaren groot bassin Bij elke show komt de installatie naar de oppervlakte. In tegenstelling tot de geruchten dat het water voor de fonteinen afkomstig zou zijn van afvalwater van het hotel, is dit afkomstig uit een oude bron die al gebruikt werd om een golfbaan, die vroeger op dezelfde locatie lag, te irrigeren. Volgens de "Director of Energy and Environmental Services" van MGM Resorts International kosten de fonteinen minder water dan de oorspronkelijke golfbaan.
De fonteinen zijn ontwikkeld door WET Design en hebben in totaal 1.200 spuitkoppen. Deze worden verlicht door 4.500 verschillende lampen. Er zijn in totaal vier verschillende soorten spuitkoppen. De "oarsmen" zijn spuitkoppen die de mogelijkheid hebben om te kunnen draaien. De "shooters" kunnen alleen maar recht omhoog spuiten. De "super shooters" geven een spuit tot een maximum hoogte van 73 meter. In 2005 zijn daar ook nog de "extreme shooters" aan toegevoegd die een totale hoogte van 140 meter kunnen bereiken.

## Shows
Op doordeweekse dagen beginnen de shows om 15.00 uur en is er tot 19.00 uur ieder half uur een show. Vanaf 19.00 uur tot middernacht is er ieder kwartier een voorstelling. Op zaterdagen, zondagen en vakanties beginnen de shows al om twaalf uur 's ochtends. Shows kunnen zonder aankondiging worden afgelast bij extreme windcondities, of wanneer er andere speciale evenementen plaatsvinden waardoor de doorgang van de straat in het geding kan komen.

## Muziek
Er zijn in totaal negenentwintig verschillende muziekstukken waarop een show is gecreëerd. Hiervan verdwijnen en verschijnen er constant een paar en andere worden alleen gebruikt tijdens kerstmis. Enkele bekende nummers waarop shows zijn gemaakt zijn: My Heart Will Go On van Céline Dion en Viva Las Vegas van Elvis Presley.
| Titel                                       | Artiest                          | Duur |
| ------------------------------------------- | -------------------------------- | ---- |
| One, Singular Sensation                     | A Chorus Line                    | 4:43 |
| Hoe-Down                                    | London Symphony Orchestra        | 3:30 |
| Simple Gifts                                | London Symphony Orchestra        | 3:12 |
| Singin' in the Rain                         | Gene Kelly                       | 3:32 |
| Rondine al Nido                             | Luciano Pavarotti                | 3:23 |
| Luck Be A Lady                              | Frank Sinatra                    | 5:14 |
| Winter Games                                | David Foster                     | 3:00 |
| Hey, Big Spender                            | Sweet Charity                    | 3:35 |
| Con Te Partiro (Time to Say Goodbye)        | Andrea Bocelli & Sarah Brightman | 4:04 |
| Hallelujah Chorus                           | Mormon Tabernacle Choir          | 3:53 |
| Carol of the Bells                          | Los Angeles Master Chorale       | 1:29 |
| O Holy Night                                | Plácido Domingo                  | 3:57 |
| It's Beginning to Look a Lot Like Christmas | Johnny Mathis                    | 2:18 |
| The Most Wonderful Time of the Year         | Johnny Mathis                    | 2:45 |
| We Need a Little Christmas                  | Johnny Mathis                    | 1:54 |
| Sleigh Ride                                 | Johnny Mathis                    | 2:57 |
| Santa Baby                                  | Madonna                          | 3:57 |
| Your Song                                   | Elton John                       | 4:10 |
| God Bless The USA                           | Lee Greenwood                    | 3:57 |
| Star Spangled Banner                        | Whitney Houston                  | 5:08 |
| PinkPanther                                 | Henry Mancini                    | 2:39 |
| My Heart Will Go On                         | Céline Dion                      | 5:08 |
| Fly Me To The Moon                          | Frank Sinatra & Count Basie      | 2:28 |
| This Kiss                                   | Faith Hill                       | 3:00 |
| Rhapsody on a Theme of Paganini             | Mikhail Rudy                     | 2:55 |
| Gayaneh - Suite                             | London Symphony Orchestra        | 4:12 |
| Overture/And All That Jazz                  | Catherine Zeta-Jones             | 4:37 |
| Ecstasy of Gold                             | onbekend                         | 3:22 |
| Viva Las Vegas                              | Elvis Presley                    | 2:25 |
| Lucy in the Sky with Diamonds               | The Beatles                      | 3:28 |
| Uptown Funk                                 | Bruno Mars & Mark Ronson         | 4:29 |
| The Sound of Silence                        | Disturbed                        | 4:08 |
| Blood upon the Snow                         | Bear McCreary & Hozier           | 4:31 |

## Trivia
- De attractie Aquanura in de Efteling is gebaseerd op de Fountains of Bellagio. Dit is een fonteinenshow in de Vonderplas, de voormalige roeivijver bij de Fata Morgana. Deze spuit op medleys van Eftelingmuziek en is minimaal één keer per dag te zien.